# Анрі Лесюр
Анрі Лесюр (фр. Henri Lesur, 2 жовтня 1892, Туркуен — 1 березня 1971) — французький футболіст, що грав на позиції нападника за клуб «Туркуен» та національну збірну Франції.

## Клубна кар'єра
На клубному рівні грав за команду «Туркуен».

## Виступи за збірну
1913 року дебютував в офіційних матчах у складі національної збірної Франції. За два роки провів у її формі 6 матчів.
Помер 1 березня 1971 року на 79-му році життя.